# Frank Moss
Frank Moss (ur. 5 listopada 1909 Leyland, zm. 7 lutego 1970) – angielski piłkarz, bramkarz, potem trener.

## Kariera piłkarska
Profesjonalną piłkarską karierę rozpoczął w roku 1928 w klubie Preston North End F.C., gdzie grał rok. Wystąpił w 24 meczach. Następnie przeniósł się do klubu Oldham Athletic F.C., gdzie zagrał w 29 spotkaniach. W 1931 został sprzedany do Arsenalu za 3 000 funtów. W londyńskim klubie grał w latach 1931-1937, występując w 137 meczach i strzelając 1 bramkę.
W reprezentacji Anglii debiutował dnia 14 kwietnia 1934, w meczu przeciwko Szkocji, wygranym przez jego reprezentację 3:0. Po raz pierwszy zachował też czyste konto grając w reprezentacji. Grał w niej przez rok, występując w 5 spotkaniach.